# Alexander van Abonoteichus

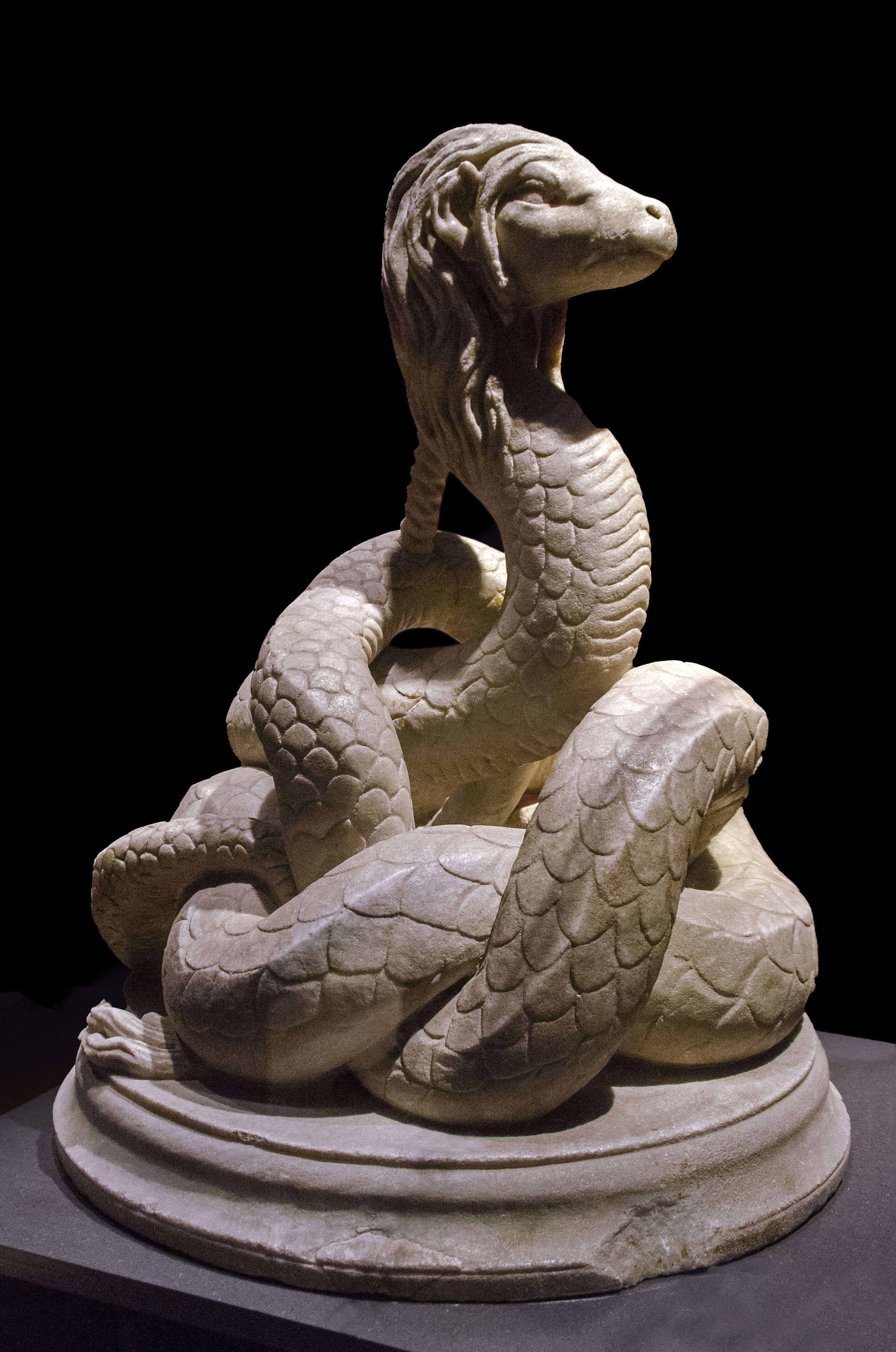
Een beeld van de slangengod Glycon, centraal figuur in de Glyconcultus van Alexander.

Alexander van Abonoteichus (Grieks: Ἀλέξανδρος ὁ Ἀβωνοτειχίτης) (Ionopolis), ook bekend als Alexander de Paphlagoniër (ca. 105 – ca. 170), was een Griekse mysticus, heler, waarzegger en stichter van de Glyconcultus, die enige tijd populair was in het Romeinse rijk. Zijn tijdgenoot Lucianus noemde hem als (Alexander of Leugenprofeet) een oplichter. De god Glycon zou gemaakt zijn van een soort sokpop. Het levendige verhaal over Alexanders levensloop dat door Lucianus wordt gegeven kan worden opgevat als fictie. Bewijs voor zijn bestaan vormen echter bepaalde munten van keizers Lucius Verus en Marcus Aurelius, en een standbeeld dat volgens Athenagoras (Apologie, c. 26) stond op het forum van Parium. Hij zou zijn overleden aan gangreen op zijn zeventigste.
Lucianus drijft de spot met Alexanders Glyconcultus en beschrijft Alexander als iemand die veel mensen oplichtte en met zijn volgelingen diefstal pleegde. Lucianus' afkeer van de man kan worden verklaard door Alexanders afkeer van het epicurisme, aangezien Lucianus het werk van Epicurus bewonderde. Hij besluit zijn tekst over Alexander dan ook met een lofprijzing van Epicurus.

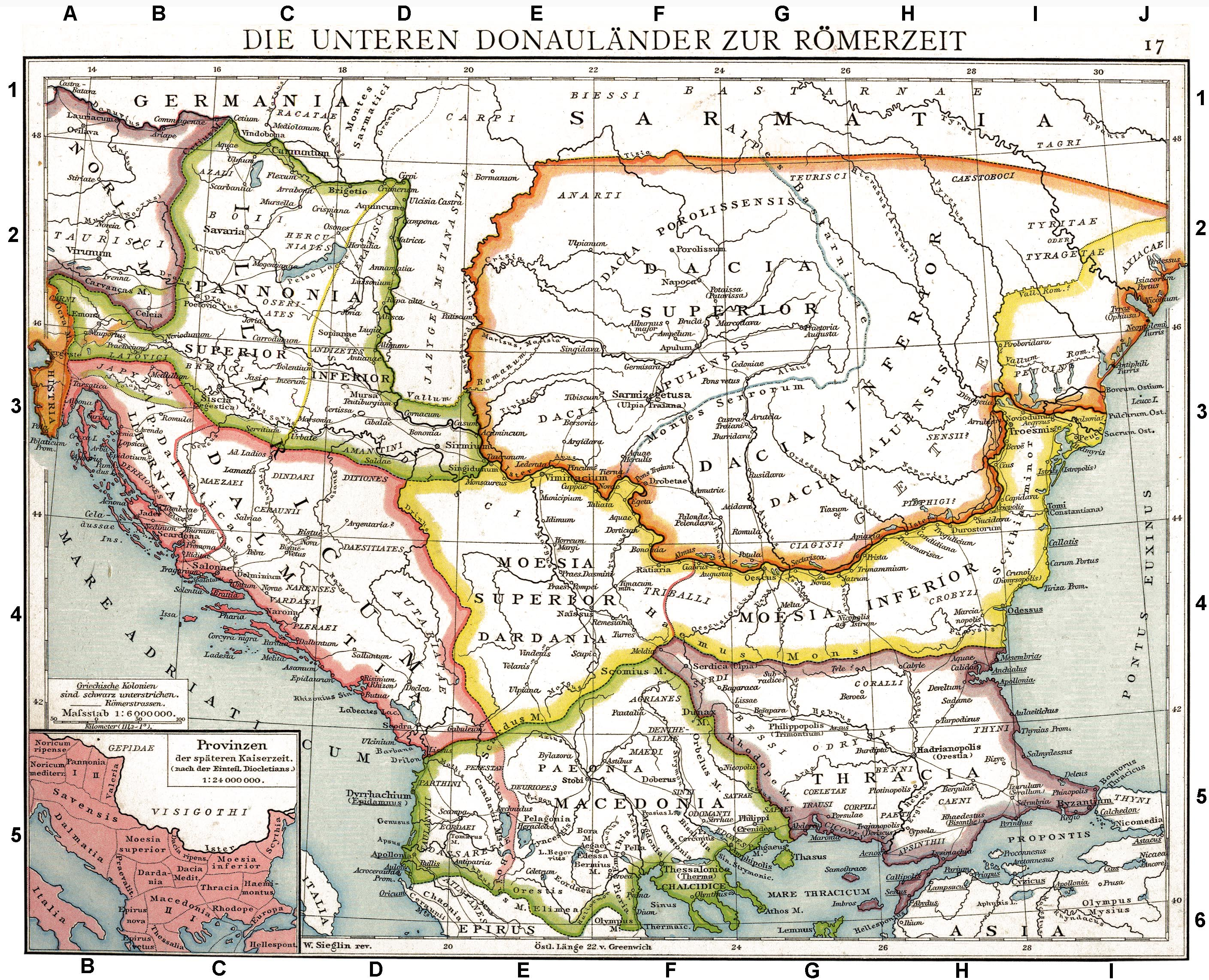
Een kaart met onder andere de Romeinse provincies Dacië, Moësië en Thracië.

De Glyconcultus werd een succes. Centraal stond Glycon, de 'nieuwe Asclepius', een grote slang met mensenoren en lang haar op zijn kop. De naam, 'zoetje', houdt verband met honingkoeken die traditioneel werden geofferd aan heilige slangen, en met de veronderstelde zachtaardigheid van het wezen. In de literatuur zijn weinig vermeldingen, maar archeologische vondsten bestaan uit epigrafisch materiaal, bronzen plaques, een marmeren standbeeld en munten. Die wijzen erop dat de cultus moet zijn ontstaan tussen 140 en 145. Vanuit Abonoteichus verspreidde de cultus gedurende de komende honderd jaar over Bithynië, Galatië, Thracië en Moesië tot in Dacië. De cultus verspreidde zich ook sociaal, van de lagere klasse naar de hogere tot in Rome.